# Henry Charles Carey
 (juin 2018).
Pour les articles homonymes, voir Henry Carey.
Henry Charles Carey (15 décembre 1793 à Philadelphie - 13 octobre 1879) est l'économiste américain, le plus influent du XIXe siècle,,, conseiller d'Abraham Lincoln,.

## Biographie
Il naît à Philadelphie en Pennsylvanie de Mathew Carey, un économiste, réformateur et éditeur originaire d'Irlande. Il suivit les cours de son père grâce aux livres dont il disposa toute sa vie. À huit ans, on l'appelait au premier salon du livre américain de 1802 à New York le « Bookseller in miniature ». À 12 ans, il travaillait pour son père à Baltimore. En 1822, il dirigea l'entreprise de son père pour créer la plus importante maison d'édition américaine, Carey & Lea, qui diffusa notamment James Fenimore Cooper et Washington Irving,,.
Il reprend à vingt-huit ans la maison d'édition de son père. Il se retire de l'entreprise autour de 1835, au moment de la publication de l’Harmonie des intérêts (The Harmony of interests, agricultural, manufacturing and commercial). Cette œuvre devient bientôt le manifeste de l'école américaine d'économie, et est traduite en italien et en suédois. Après l'édition, il décida de devenir entrepreneur-investisseur dans l'industrie du charbon et de l'acier, de la chimie agricole (voir Influence). Le Carey Group fut créé avec sa famille et des associés, dont le scientifique renommé Isaac Lea. Le « Carey group » développa l'innovation technologique dans la Pennsylvanie.
Carey voyagea trois fois en Europe. En 1859, il rencontrera notamment J.S. Mill, le Comte de Cavour, Ferrera, Alexander Humboldt, Justus Liebig, Eugen Dühring et Michel Chevalier,.

## Définitions
Pour Carey, la richesse, c'est savoir utiliser ce que l'on a. Le capital va des biens jusqu'à la richesse. Ainsi, l'utilité est un pouvoir de l'humain sur la nature, alors que la valeur est un pouvoir de la nature
sur l'humain qui crée un besoin,.
Pour lui, le surplus économique n'est pas de l'argent mais des biens.

## L'économie comme science
Erik S. Reinert place Carey dans l'esprit de la Renaissance et de la Grèce Antique, esprit qui favorisait la créativité et l'innovation.
Carey pense l'économie comme une « science physique ». En effet, des économistes tentaient de trouver des liens scientifiques avec l'économie au XIXe siècle. Les nouvelles sources d'énergie permettent de démultiplier le rendement du travail humain, par les industries et les machines. Ce sont les nouvelles découvertes, pas l'épargne contrairement à Smith, qui permettent de réaliser cette économie de travail. Ainsi la production par unité de surface est augmentée. Il dira même qu'il faut faire circuler l'argent au lieu d'épargner dans les Principes de la science sociale.
Les surplus de biens engendrent une économie de travail, qui permet à l'humain de se bonifier, pour permettre l'amélioration des industries, ceci afin de créer une nouvelle économie de travail. Tout ceci se cumule. Alors Carey crée toute une science de l'association pour la société humaine à la fin du dernier tome des Principes de la science sociale.
Carey distingue le commerce local du négoce, ces échanges à longue distance. Le négoce a tendance à augmenter les différences de prix, c'est-à-dire à réaliser un trafic de biens. Pour Carey, le négoce amène à la guerre et à la colonisation, puis à l'esclavage, par la baisse des prix des matières premières voulue par celui qui réalise ce trafic. L'empire britannique empêcherait selon Carey aux pays colonisés de s'industrialiser. La jalousie du négoce amène aussi à la guerre. Pour Carey la balance commerciale positive amène de l'or, ce qui poussa les britanniques à promouvoir l'opium en Chine, et à éduquer les indiens pour supprimer leurs manufactures,.
Pour Carey, l'esclavage est une forme arriérée de l'économie, due à un manque de développement des industries,.

## Influence
Essayiste, il promouvait le nationalisme économique dans le monde entier, avec beaucoup de correspondants. Anti-impérialiste, il était clairement contre le libre-échange et la division internationale du travail de l'Empire britannique.
Le New York Tribune, le journal édité par Horace Greeley, était le plus lu aux États-Unis. Vers 1850, Il eut le plus grand tirage national, avec 200 000 exemplaires. Le journal diffusait aussi des brochures sur des sujets politiques, dont certaines de Carey.
Crapol étudiait le nationalisme américain pendant la seconde moitié du 19e siècle. Il mentionne que Carey, pendant la guerre civile, a formulé le nationalisme économique de ce pays.
Un article non signé diffusé en janvier 1876 dans le Times de Londres soutenait les colonies britanniques canadienne et australienne. L'article s'indignait sur l'« hérésie » de la protection et sur la diffusion des thèses du « redoutable champion » de la protection : H.C. Carey. Le nationalisme économique traversait les frontières, celles du Canada entre autres,.
La diffusion internationale des idées de Carey et du système américain était liée avec F. List. En 1876, Les cercles de Carey influencèrent largement les débats sur l'économie en Allemagne. Ceci mena au protectionnisme politique et industriel de Bismarck en 1879.
Une « école » économique se forma autour de Carey avec entre autres Erasmus Peshine Smith, Henry Carey Baird, Horace Greeley, William Elder, R.E. Thompson, Van Buren Denslow, etc.  Aussi, le fondateur du Wharton School of Finance and Commerce, Joseph Wharton était un disciple de Carey . Le libre-échange était largement enseigné dans le monde académique. Cependant les écrits de Carey furent diffusés dans différents collèges et universités des États-Unis jusqu'à la fin du 19e siècle. Son manuel Principles of Social Science (3 tomes v.1858) fut réédité huit fois et traduit en français. D'autres penseurs furent influencés comme Emerson ou Émile Durkheim. Carey et Thorstein Veblen sont sur la même ligne. Le système américain intégrera largement les théories de Carey,.
Les grandes réformes de l'ère Meiji au Japon s'inspirèrent largement du système américain d'économie. Le Japon bénéficia d'une banque nationale publique qui distribuait du crédit en fonction des prochaines productions financées. Le système américain fut aussi diffusé en France et en Amérique latine,.
Elder, qui induisit en erreur l'histoire,, admit que Carey avait réussi à changer l'avis du NYT pendant la guerre de Crimée. Ainsi, une bonne partie de l'opinion publique américaine soutint la Russie.
La richesse des articles de Carey a affermi le courant protectionniste dans l'opinion publique. Les électeurs américains voteront d'eux-mêmes et très souvent pour le parti du protectionnisme jusqu'au premier tiers du 20e siècle.
Ses livres seront au moins traduits en 8 langues. Ainsi, des théoriciens de marque durent répondre à ses thèses : Marx et des libéraux comme J.S. Mill.
Il a influencé Frédéric Bastiat pour ses Harmonies économiques, que Carey accusera de plagiat. Frédéric Bastiat reconnut qu'il s'était fortement inspiré de Carey.
En 1865, l'économiste allemand Adolf Held fait sa thèse sur Carey.
En 2012 un jeune chercheur montra l'infuence de Carey sur l' « agriculture scientifique », notamment en chimie.

## Critique du libre-échange
Selon Carey, l'économie comme science va contre la division du travail du libre-échange. Le pouvoir d'association de l'humain va contre le libéralisme, puisque, selon lui, c'est la société qui fait l'humain, pas l'humain qui fait la société. Les enfants apprennent d'abord de leurs parents.
Pour Carey, le libre-échange fait au début baisser les prix en ruinant les producteurs locaux, pour créer des monopoles qui font augmenter les prix par les intermédiaires, empêchant aux producteurs d'être correctement rémunérés,.
Carey est l'auteur de l'Harmonie des intérêts (1851), ouvrage faisant la comparaison du système britannique de libre-échange avec le capitalisme protectionniste et interventionniste américain. Il raconte dans ce livre que l'ensemble des classes productrices sont les unes pour les autres.
Carey parlait de producteurs en y incluant les agriculteurs et les ouvriers, alors que les libre-échangistes parlaient de consommateurs. La logique de l'offre et de la demande créait des salaires faibles en Angleterre, car les salariés anglais venaient aux États-Unis. Ainsi Carey démontre que l'augmentation des salaires est bénéfique pour l'économie et les salariés, que la baisse des salaires est dommageable pour chacun. C'est la protection, c'est-à-dire la baisse des prix des produits industriels contre l'augmentation des prix des produits de la terre, qui permet aux salariés de ne pas se faire concurrence. Il est à noter qu'il y avait peu de services à l'époque mais que le libre-échange tendait à augmenter les prix des services pour faire baisser les prix des productions. L'augmentation des prix des services qui va avec la baisse des prix des produits amène une crise financière. Carey rappelait aussi que les taux d'intérêt sont les plus élevés lorsque le pays est en crise financière. Ce sont les progrès réalisés par le protectionnisme qui permettent d'enrichir le pays, par la facilitation du commerce local.
Dans les Principes de la science sociale (1858-1860), il critique le principe du libre-échange qui tend selon lui à « établir pour le monde entier un atelier unique, auquel doivent être expédiés les produits bruts du globe en subissant les frais de transport les plus coûteux. » Il souhaite l'établissement de nations indépendantes se consacrant à toutes les branches de l'économie, au contraire de Friedrich List, dont la pensée a influencé sa conversion au protectionnisme. Carey prétend cependant qu'il s'est converti après l'observation des résultats respectifs des tarifs protectionnistes et libre-échangistes aux États-Unis. Il défend l'idée d'un système naturel de lois économiques, dont la prospérité générale de l'humanité est le résultat spontané. Cet aspect bénéfique est malheureusement empêché par l'ignorance et la perversité de l'homme.
Dans ce même livre, il critique l'exportation des produits agricoles, qui, puisqu'ils ne sont pas consommés sur place, destituent le sol national de ses éléments fertilisants. C'est une des raisons pour lesquelles il fait la promotion, à côté de la protection des industries naissantes, d'une protection agricole.
Au contraire de Ricardo, Carey déclare que les hommes ont d'abord exploité les terres ingrates (les coteaux) avant de descendre progressivement vers les plaines les plus fertiles, de même ils ont d'abord utilisé la force des animaux avant d'utiliser celle du vent ou de l'eau, puis de la machine à vapeur et de l'électricité. C'est pour cette raison que le prix du blé baisse nécessairement, en raison de l'augmentation de la productivité. « La terre la plus riche est la terreur du premier émigrant » (Passé, Présent et Futur). Carey cite souvent le « Créateur » pour montrer que l'humain utilise sa créativité afin d'économiser sur son travail.
À l'opposé de Malthus, Carey démontre que l'humain trouve de plus en plus de ressources parmi ce qui est inutilisé, que l'humain utilise sa créativité pour se développer. Pour expliquer sa démarche, il redéfinit des mots ayant des définitions incohérentes encore aujourd'hui comme valeur, richesse, travail,
capital, rente dans les Principes de la Science Sociale.

## Militantisme
Carey rejoignit les Whigs, puis il milita au Parti républicain dès 1856 pour promouvoir le protectionnisme. Les républicains l'adoptèrent en 1860 dans leur plateforme,.
Carey affirmait que le parti démocrate servait la finance, alors que ce parti s'adressait aux pauvres.
Il était esseulé pour l'indépendance des femmes par l'économie,.
Avec Lincoln, Carey proposa de créer une ligne de chemins de fer intérieure Nord-Sud aux États-Unis. Il était pour unifier le pays par le développement. Après la guerre civile, il indiquait que la finance au Nord-Est empêchait le développement du pays. Cette lutte contre la finance amena Carey à quitter le parti républicain pour rejoindre le Greenback Party.
La pensée économique de Carey influença après son décès l'aile conservatrice dont le président McKinley, mais aussi les progressistes avec Simon Patten, un professeur de l'Université de Pennsylvanie du début du 20e siècle. Trois de ses élèves devinrent les créateurs du New Deal de F.D. Roosevelt,.

## La guerre deMarxcontre Carey
Il existait aux États-Unis une peur face aux luttes de classes européennes. Le père de Carey était irlandais, comme beaucoup d'immigrants aux États-Unis. Mathew Carey avait émigré pour des raisons politiques. Cependant, les irlandais émigraient à cause de la précarité qui existait en Irlande à l'époque.
Carey dénonça la présence britannique en Inde avec son livre The Slave Trade en 1853. Marx réagit. Alors Perelman a commenté la création de l'article de Marx du 8 août 1853. Perelman défend la présence anglaise en Inde. Mais il parle de « guerre secrète » contre Carey, en restant totalement muet sur Carey. Carey est anti-impérialiste. Cela gênait l'Empire britannique qui essayait de cacher Carey,.

## Le «Carey Vesper» (1850-1879)
Carey dirigea un des rares salons américains, le « Carey Vesper », où les protectionnistes et libre-échangistes se côtoyaient.

## Liste des œuvres
- Essay on the Rate of Wages, Philadelphie, 1835.
- Principles of Political Economy, Philadelphie, 1837-40 (3 volumes).
- The Credit System in France, Great Britain and the United States, Londres, 1838.
- Answer to the Questions: What Constitutes Currency? What are the Causes of Unsteadiness of the Currency? and What is the Remedy?, Philadelphie, 1844.
- The Past, the Present and the Future, Philadelphie, 1848.
- The Garmony of Interests, New York, 1851.
- The Slave Trade, Domestic and Foreign : Why It Exists & How It May Be Extinguished, Philadelphie, 1853.
- The North and the South, New York, Ann Arbor, Office of the Tribune, 1854.
- American Labor Versus British Free Trade, Philadelphie, 1855.
- Letters to the President on the Foreign and Domestic Policy of the Union and Its Effects, as Exhibited in the Condition of the People and the State, Philadelphie, 1858.
- Principles of Social Science, Principes de la science sociale, 3 volumes, Philadelphie, 1858-60, traduit par Saint-Germain-Leduc et Augustin Planche [Tome 1] [Source], [Tome 2] [Source], [Tome 3] [Source]
- Money: A Lecture Delivered before the New York Geographical and Statistical Society, Philadelphie, 1860.
- Financial Crisis: Their Causes and Effects, Philadelphie, 1864.
- The Way to Outdo England Without Fighting her, Philadelphie, 1865.
- The Currency Question. Letters to the Hon. Schuyler Colfax, Chicago, 1865.
- Contraction or Expansion? Repudiation or Resumption? Letters to the Hon. Hugh M'culloch, Secretary of the Treasury, Philadelphie, 1866.
- The public debt, local and national: how to provide for its discharge while lessening the burthen of taxation. Letter to David A. Wells, Esq., Chairman of the Board of Revenue Commissioners, Philadelphie, 1866.
- Review of the Decade 1857-67, Philadelphie, 1867.
- Reconstruction: industrial, financial, and political. Letters to the Hon. Henry Wilson, U. S. Senator from Massachusetts, Washington, 1868.
- How protection, increase of public and private revenues, and national independence, march hand in hand together : review of the report of the Hon. D.A. Wells, Special Commissioner of the Revenue, Philadelphie, 1869.
- Shall we have peace? Peace financial, and peace political? Letters to the president elect of the United States, Philadephie, 1869.
- A Memoir of Stephen Colwell: Read before the American Philosophical Society, Philadelphie, 1871.
- The Unity of law; as Exhibited in the Relations of Physical, Social, Mental and Moral Science, Philadelphie, 1873.
- Commerce, Christianity, and Civilization, versus British free trade : letters in reply to the London times, Philadelphie, 1876.

### Textes traduits en français
- 1852 - Henry Charles Carey, Les Noirs libres et les noirs esclaves aux Antilles, aux Etats-Unis et à Liberia, vol. Nouvelle période, tome 15, Paris, 1852, 34 p. (ISSN 0035-1962 et 0750-9278, OCLC 476419311 et 785794026, BNF 32858360, lire sur Wikisource), p. 72-105.